# Улица Сакко и Ванцетти (Королёв)
Улица Сакко и Ванцетти — улица в городе Королёв.

## История
Улица Сакко и Ванцетти получила своё современное название в 1920-х гг. в память о двух американских портовых рабочих, казненных в 1927 г. по обвинению в убийстве и грабеже
Современная застройка улицы началась в конце шестидесятых годов 20 века. Улица Сакко и Ванцетти застроена в основном 5—12-этажными домами. На левой части улицы, прилегающей к железной дороге, расположены гаражные комплексы. В 2013 году на пересечении с улицей 50-летия ВЛКСМ построено здание общежития автотранспортного предприятия.

## Трасса
Улица Сакко и Ванцетти начинается от Акуловского водоканала и заканчивается у станции Болшево.
Улица пересекает улицу 50-летия ВЛКСМ.

## Достопримечательности, учреждения и организации
- Котельная
- Дом юных техников

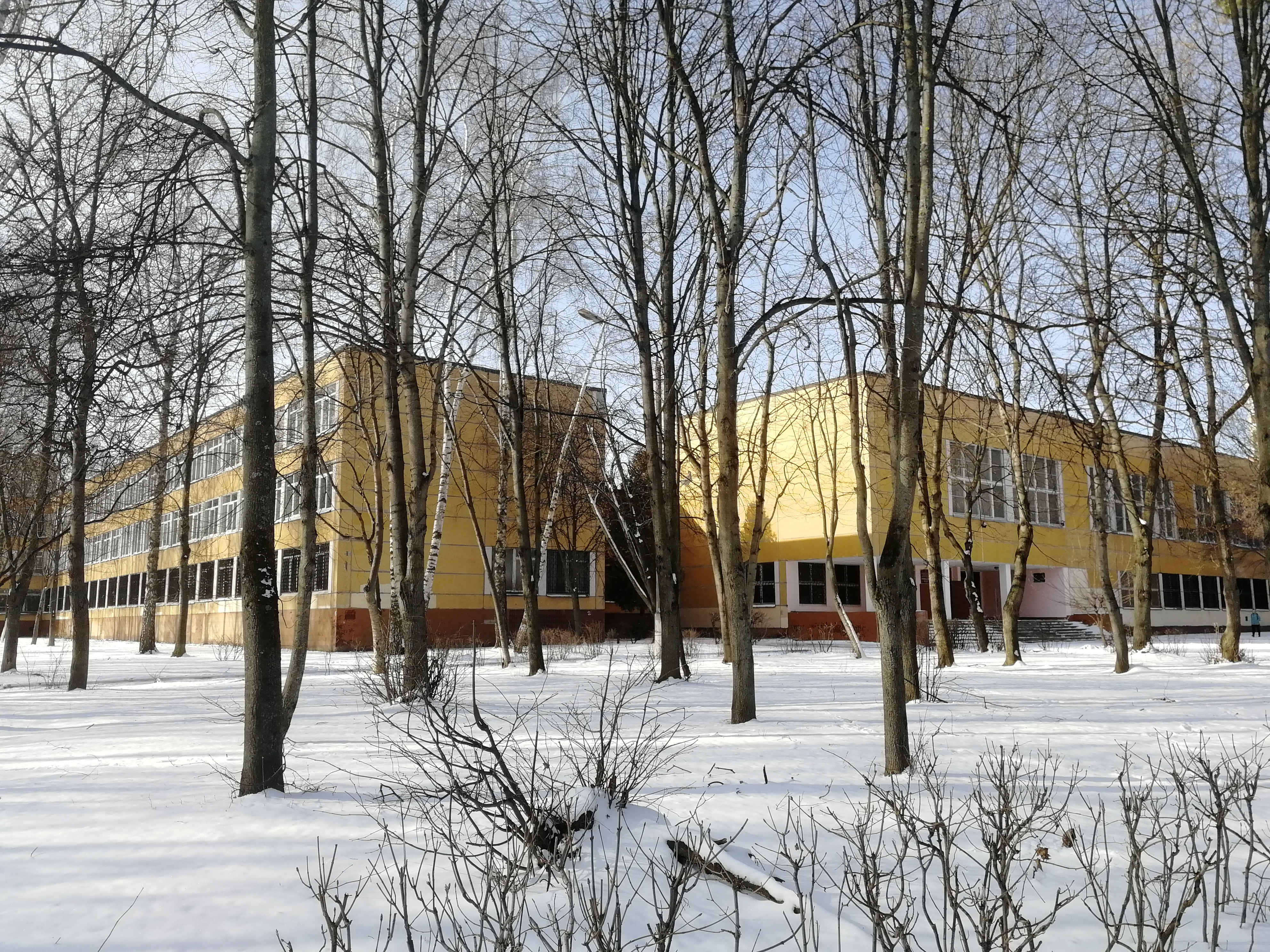
Гимназия № 17(1-й корпус)

- № 18б — ОАО «Газпром космические системы»
- № 28 — Гимназия № 17 (1-й корпус)
- № 12а — Гимназия № 17 (2-й корпус)[1]